# Berric
Berric é uma comuna francesa na região administrativa da Bretanha, no departamento Morbihan. Estende-se por uma área de 21,47 km². Em 2010 a comuna tinha 2 002 habitantes (densidade: 93,2 hab./km²).